# Grenay (Pas-de-Calais)
Grenay is een gemeente in het Franse departement Pas-de-Calais (regio Hauts-de-France). De plaats maakt deel uit van het arrondissement Lens. Grenay telde op 1 januari 2022 6.674 inwoners.

## Geografie
De oppervlakte van Grenay bedroeg op 1 januari 2022 3,22 vierkante kilometer; de bevolkingsdichtheid was toen 2.072,7 inwoners per km².

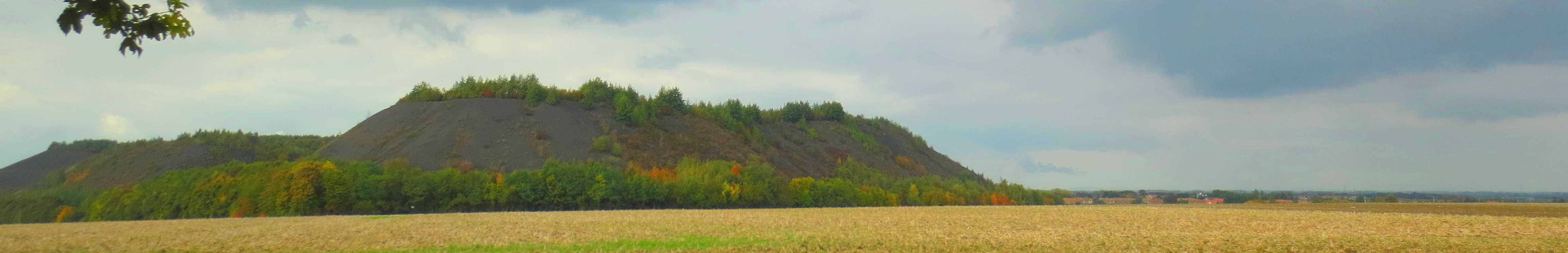
Panoramafoto van Grenay

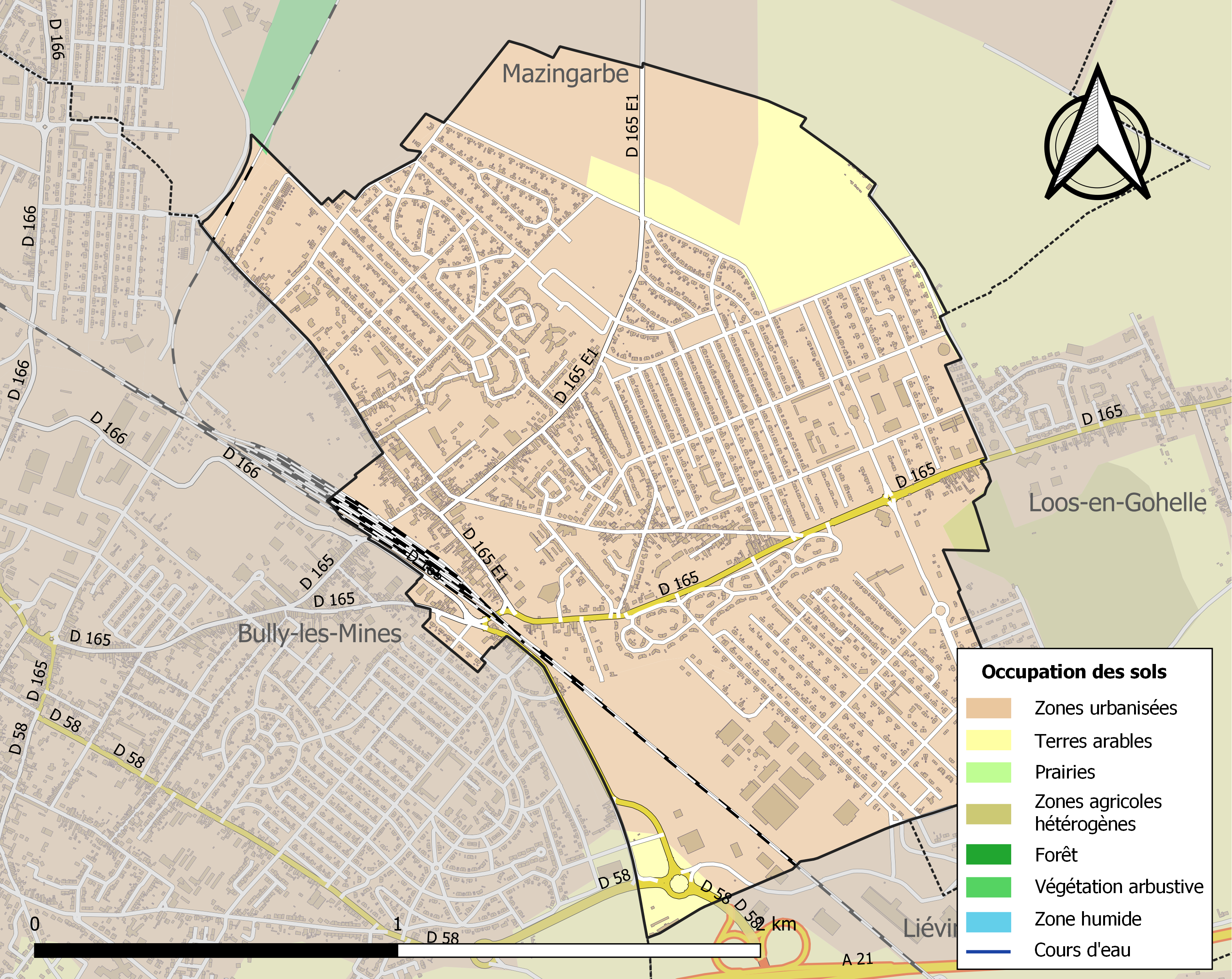
Kaart van de gemeente met belangrijkste infrastructuur, bodemgebruik en omliggende gemeenten

## Demografie
Onderstaande figuur toont het verloop van het inwonertal (bron: INSEE-tellingen).